# Tidsresenärerna (säsong 6–10)

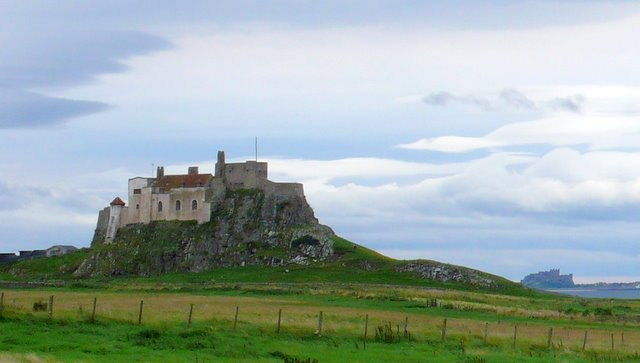
År 2000 grävde man på Holy Island.

Tidsresenärerna-avsnitt (säsong 6–10) beskriver fem säsonger i den arkeologiska TV-serien Tidsresenärerna (Time Team). Säsongerna producerades 1998–2002 och sändes 1999–2003.

## Säsonger och avsnitt
Avsnittsnumreringen refererar till sändningsdatum och inkluderar även speciella avsnitt som sänds mellan den reguljära säsongens avsnitt. Specialavsnitten listas i Tidsresenärerna (övriga avsnitt).

### Säsong 6 (1999)
| Nummer | Nr/säsong | Originaltitel (översättning)                             | Plats                                         | Koordinater                                     | Originalvisning |
| ------ | --------- | -------------------------------------------------------- | --------------------------------------------- | ----------------------------------------------- | --------------- |
| 31     | 1         | "Wedgwood's First Factory" (Wedgewoods första fabrik)    | Burslem, Stoke-on-Trent                       | 53°02′45″N 2°11′49″V / 53.045818°N 2.196994°V   | 1999-01-03      |
|        |           |                                                          |                                               |                                                 |                 |
| 32     | 2         | "Episode Two"                                            | Papcastle, Cumbria                            | 54°40′07″N 3°22′49″V / 54.668705°N 3.380394°V   | 1999-01-10      |
|        |           |                                                          |                                               |                                                 |                 |
| 33     | 3         | "Episode Three"                                          | 52°24′50″N 0°44′42″Ö / 52.413928°N 0.744887°Ö | 55°50′06″N 6°10′16″V / 55.834867°N 6.171225°V   | 1999-01-17      |
|        |           |                                                          |                                               |                                                 |                 |
| 34     | 4         | "Cooper's Hole" (Coopers hål)                            | Cheddar Gorge, Somerset                       | 51°16′58″N 2°45′50″V / 51.282857°N 2.763778°V   | 1999-01-24      |
|        |           |                                                          |                                               |                                                 |                 |
| 35     | 5         | "Episode Five"                                           | Plympton, Devon                               | 50°22′57″N 4°02′53″V / 50.382626°N 4.047981°V   | 1999-01-31      |
|        |           |                                                          |                                               |                                                 |                 |
| 36     | 6         | "Episode Six"                                            | Smallhythe, Kent                              | 51°02′17″N 0°42′01″Ö / 51.038072°N 0.700398°Ö   | 1999-02-07      |
|        |           |                                                          |                                               |                                                 |                 |
| 37     | 7         | "Episode Seven"                                          | Beauport Park, Sussex                         | 50°54′09″N 0°32′23″Ö / 50.902470°N 0.539778°Ö   | 1999-02-14      |
|        |           |                                                          |                                               |                                                 |                 |
| 38     | 8         | "Bombers in Reedham Marshes" (Bombplan i Reedhamträsken) | Reedham marshes, Norfolk                      | 52°34′42″N 1°35′11″Ö / 52.578406°N 1.586435°Ö   | 1999-02-21      |
|        |           |                                                          |                                               |                                                 |                 |
| 39     | 9         | "Turkdean II"                                            | Turkdean, Gloucestershire                     | 51°52′10″N 1°51′30″V / 51.869354°N 1.858265°V   | 1999-02-28      |
|        |           |                                                          |                                               |                                                 |                 |
| 40     | 10        | "Episode Ten"                                            | Kemerton, Worcestershire                      | 52°01′43″N 2°05′10″V / 52.028665°N 2.086049°V   | 1999-03-07      |
|        |           |                                                          |                                               |                                                 |                 |
| 41     | 11        | "Episode Eleven"                                         | Bawsey, Norfolk                               | 52°45′33″N 0°27′45″Ö / 52.759183°N 0.462398°Ö   | 1999-03-14      |
|        |           |                                                          |                                               |                                                 |                 |
| 42     | 12        | "Nevis (Part 1 of 2)" (Nevis, del 1 av 2)                | Nevis, Västindien                             | 17°09′09″N 62°36′46″V / 17.152638°N 62.612752°V | 1999-03-21      |
|        |           |                                                          |                                               |                                                 |                 |
| 43     | 13        | "Nevis (Part 2 of 2)" (Nevis, del 2 av 2)                | Nevis, Västindien                             | 17°09′09″N 62°36′46″V / 17.152638°N 62.612752°V | 1999-03-28      |
|        |           |                                                          |                                               |                                                 |                 |

### Säsong 7 (2000)
| Nummer | Nr/säsong | Originaltitel (översättning)                                                                             | Plats                             | Koordinater                                                                                 | Originalvisning |
| ------ | --------- | --- | --------------------------------- | ------------------------------------------------------------------------------------------- | --------------- |
| 46     | 1         | "A Muslim Port in Spain" (En muslimsk hamn i Spanien)                                                    | Denia, Spanien                    | 38°50′25″N 0°06′47″Ö / 38.840361°N 0.113166°Ö 38°50′13″N 0°06′04″Ö / 38.837015°N 0.101075°Ö | 2000-01-02      |
|        |           | |                                   |                                                                                             |                 |
| 47     | 2         | "The Mosaic at the Bottom of the Garden" (Mosaiken i botten av [längst bort i] trädgården)               | Cirencester, Gloucestershire      | 51°42′45″N 1°57′43″V / 51.712500°N 1.961938°V                                               | 2000-01-09      |
|        |           | |                                   |                                                                                             |                 |
| 48     | 3         | "One of the First Spitfires Lost in France" (Ett av de första förlorade Spitfire-flygplanen i Frankrike) | Wierre-Effroy, Frankrike          | 50°46′44″N 1°44′28″Ö / 50.778998°N 1.741021°Ö                                               | 2000-01-16      |
|        |           | |                                   |                                                                                             |                 |
| 49     | 4         | "An Iron-Age Roundhouse and a Henge" (Ett rundhus från järnåldern och ett henge-monument)                | Waddon, Dorset                    | 50°40′13″N 2°32′42″V / 50.670234°N 2.545086°V                                               | 2000-01-23      |
|        |           | |                                   |                                                                                             |                 |
| 50     | 5         | "Hadrian's Wall" (Hadrianusvallen)                                                                       | Birdoswald, Cumbria               | 54°59′21″N 2°36′18″V / 54.989232°N 2.604935°V                                               | 2000-01-30      |
|        |           | |                                   |                                                                                             |                 |
| 51     | 6         | "In Search of the Earliest Traces of Mankind" (På jakt efter de första spåren av människan)              | Elveden, Suffolk                  | 52°23′32″N 0°39′29″Ö / 52.392274°N 0.658067°Ö 52°22′26″N 0°45′13″Ö / 52.373908°N 0.753570°Ö | 2000-02-06      |
|        |           | |                                   |                                                                                             |                 |
| 52     | 7         | "The Missing Cathedral and the Diabetic Prior" (Den försvunna katedralen och priorn med diabetes)        | Coventry, West Midlands           | 52°24′33″N 1°30′31″V / 52.409056°N 1.508557°V                                               | 2000-02-13      |
|        |           | |                                   |                                                                                             |                 |
| 53     | 8         | "The Royalists' Last Stand" (Rojalisternas sista stund)                                                  | Basing House, Hampshire           | 51°16′13″N 1°03′10″V / 51.270322°N 1.052882°V                                               | 2000-02-20      |
|        |           | |                                   |                                                                                             |                 |
| 54     | 9         | "A Bronze-Age Barrow and Walkway" (En gravhög från bronsåldern och en gångväg)                           | Flag Fen, Cambridgeshire          | 52°34′33″N 0°11′04″V / 52.575829°N 0.184500°V                                               | 2000-02-27      |
|        |           | |                                   |                                                                                             |                 |
| 55     | 10        | "In Search of the Palace of King Offa" (På jakt efter kung Offas palats)                                 | Sutton St Nicholas, Herefordshire | 52°06′33″N 2°42′09″V / 52.109097°N 2.702415°V                                               | 2000-03-05      |
|        |           | |                                   |                                                                                             |                 |
| 56     | 11        | "A Roman Temple in Sight of the Millennium Dome" (Ett romerskt tempel vid Millenniumdomen)               | Greenwich, London                 | 51°28′43″N 0°00′16″Ö / 51.478560°N 0.004462°Ö                                               | 2000-03-12      |
|        |           | |                                   |                                                                                             |                 |
| 57     | 12        | "Nuns in Northumbria" (Nunnor i Northumbria)                                                             | Hartlepool, County Durham         | 54°41′43″N 1°10′49″V / 54.695233°N 1.180206°V                                               | 2000-03-19      |
|        |           | |                                   |                                                                                             |                 |
| 58     | 13        | "York"                                                                                                   | York, Yorkshire                   |                                                                                             | 2000-03-26      |
|        |           | |                                   |                                                                                             |                 |

### Säsong 8 (2001)
| Nummer | Nr/säsong | Originaltitel (översättning)                                                               | Plats                                       | Koordinater | Originalvisning |
| ------ | --------- | ------------------------------------------------------------------------------------------ | ------------------------------------------- | --- | --------------- |
| 61     | 1         | "An Anglo-Saxon Cemetery in Lincolnshire" (En anglosaxisk begravningsplats i Lincolnshire) | Normanton, Lincolnshire                     | 53°00′13″N 0°36′06″V / 53.003676°N 0.601684°V                                                                                             | 2000-01-07      |
|        |           |                                                                                            |                                             | |                 |
| 62     | 2         | "The Man Who Bought a Castle" (Mannen som köpte ett slott)                                 | Alderton, Northamptonshire                  | 52°06′59″N 0°55′10″V / 52.116304°N 0.919547°V                                                                                             | 2001-01-14      |
|        |           |                                                                                            |                                             | |                 |
| 63     | 3         | "The Celtic Spring" (Den keltiska källan)                                                  | Llygadwy, Powys                             | 51°53′05″N 3°14′03″V / 51.884672°N 3.234257°V                                                                                             | 2001-01-21      |
|        |           |                                                                                            |                                             | |                 |
| 64     | 4         | "A Waltham Villa" (En Waltham-villa)                                                       | Waltham Field, Whittington, Gloucestershire | 51°53′12″N 1°59′28″V / 51.886678°N 1.991152°V                                                                                             | 2001-01-28      |
|        |           |                                                                                            |                                             | |                 |
| 65     | 5         | "The 'Lost Viaduct'" (Den 'försvunna viadukten')                                           | Blaenavon, Torfaen                          | 51°46′45″N 3°05′26″V / 51.779242°N 3.090618°V                                                                                             | 2001-002-04     |
|        |           |                                                                                            |                                             | |                 |
| 66     | 6         | "A Palace Sold for Scrap" (Ett palats sålt för en spottstyver)                             | Rycote, Thame, Oxfordshire                  | | 2001-02-11      |
|        |           |                                                                                            |                                             | |                 |
| 67     | 7         | "An Iron-Age Roundhouse" (Ett rundhus från järnåldern)                                     | Salisbury Plain, Wiltshire                  | 51°15′25″N 1°44′14″V / 51.257064°N 1.737308°V                                                                                             | 2001-02-18      |
|        |           |                                                                                            |                                             | |                 |
| 68     | 8         | "The Inter-City Villa" (En villa mellan städer)                                            | Basildon, Berkshire                         | 51°30′34″N 1°07′37″V / 51.509468°N 1.126886°V                                                                                             | 2001-02-25      |
|        |           |                                                                                            |                                             | |                 |
| 69     | 9         | "The Bone Caves" (Bengrottorna)                                                            | Alveston, Gloucestershire                   | 51°34′57″N 2°31′51″V / 51.582499°N 2.530707°V                                                                                             | 2001-03-04      |
|        |           |                                                                                            |                                             | |                 |
| 71     | 10        | "Holy Island"                                                                              | Lindisfarne, Northumberland                 | 55°40′14″N 1°47′56″V / 55.670528°N 1.798928°V                                                                                             | 2001-03-11      |
|        |           |                                                                                            |                                             | |                 |
| 72     | 11        | "The Leaning Tower of Bridgnorth" (Bridgnorths lutande torn)                               | Bridgnorth, Shropshire                      | 52°31′55″N 2°25′11″V / 52.532008°N 2.419660°V                                                                                             | 2001-03-18      |
|        |           |                                                                                            |                                             | |                 |
| 73     | 12        | "Three Tales of Canterbury" (De tre Tales of Canterbury)                                   | Canterbury, Kent                            | 51°16′42″N 1°04′40″Ö / 51.278405°N 1.077766°Ö 51°17′53″N 1°04′30″Ö / 51.298132°N 1.075053°Ö 51°16′45″N 1°04′35″Ö / 51.279102°N 1.076270°Ö | 2001-03-25      |
|        |           |                                                                                            |                                             | |                 |
| 74     | 13        | "The Leper Hospital" (Spetälskesjukhuset)                                                  | Winchester, Hampshire                       | 51°03′48″N 1°16′49″V / 51.063401°N 1.280206°V                                                                                             | 2001-04-01      |
|        |           |                                                                                            |                                             | |                 |

### Säsong 9 (2002)

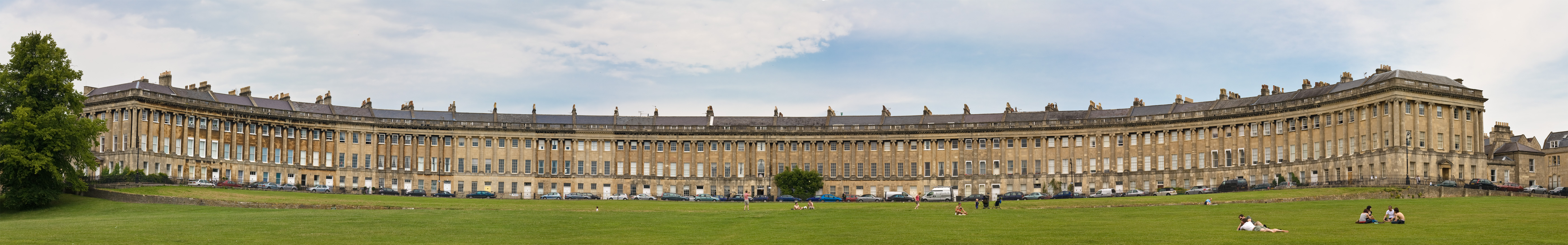
2002 skedde utgrävningar inne i Bath, vid Royal Crescent.

| Nummer | Nr/säsong | Originaltitel (översättning)                               | Plats                               | Koordinater                                   | Originalvisning |
| ------ | --------- | ---------------------------------------------------------- | ----------------------------------- | --------------------------------------------- | --------------- |
| 77     | 1         | "London's First Bridge" (Londons första bro)               | Vauxhall, London                    | 51°29′11″N 0°07′36″V / 51.486309°N 0.126729°V | 2002-01-06      |
|        |           |                                                            |                                     |                                               |                 |
| 78     | 2         | "The Roman's Panic" (Romarens panik)                       | Ancaster, Lincolnshire              | 52°58′49″N 0°32′00″V / 52.980295°N 0.533225°V | 2002-01-13      |
|        |           |                                                            |                                     |                                               |                 |
| 79     | 3         | "Diving for the Armada" (Dykning efter armadan)            | Kinlochbervie, nordvästra Skottland | 58°26′00″N 5°06′44″V / 58.433263°N 5.112194°V | 2002-01-20      |
|        |           |                                                            |                                     |                                               |                 |
| 80     | 4         | "The Naughty Monastery" (Det snuskiga klostret)            | Chicksands, Bedfordshire            | 52°02′25″N 0°21′58″V / 52.040364°N 0.366011°V | 2002-01-27      |
|        |           |                                                            |                                     |                                               |                 |
| 81     | 5         | "The Furnace in the Cellar" (Smältugnen i källaren)        | Ironbridge Gorge, Shropshire        | 52°38′46″N 2°34′38″V / 52.646124°N 2.577345°V | 2002-02-03      |
|        |           |                                                            |                                     |                                               |                 |
| 82     | 6         | "An Ermine Street Pub" (Pub för en eremit)                 | Cheshunt, Hertfordshire             | 51°43′14″N 0°03′15″V / 51.720624°N 0.054145°V | 2002-02-10      |
|        |           |                                                            |                                     |                                               |                 |
| 83     | 7         | "Iron-Age Market" (Järnåldersmarknad)                      | Helford, Cornwall                   | 50°04′39″N 5°10′48″V / 50.077478°N 5.179886°V | 2002-02-17      |
|        |           |                                                            |                                     |                                               |                 |
| 84     | 8         | "Siege House in Shropshire" (Belägringshuset i Shropshire) | High Ercall, Shropshire             | 52°45′09″N 2°36′10″V / 52.752459°N 2.602659°V | 2002-02-24      |
|        |           |                                                            |                                     |                                               |                 |
| 85     | 9         | "A Prehistoric Airfield" (En förhistorisk landningsbana)   | Throckmorton, Worcestershire        | 52°08′25″N 2°02′32″V / 52.140294°N 2.042171°V | 2002-03-03      |
|        |           |                                                            |                                     |                                               |                 |
| 86     | 10        | "A Lost Roman City" (En förlorad romersk stad)             | Castleford, Yorkshire               | 53°43′28″N 1°21′20″V / 53.724441°N 1.355467°V | 2002-03-10      |
|        |           |                                                            |                                     |                                               |                 |
| 87     | 11        | "Every Castle Needs a Lord" (Varje slott behöver en herre) | Beaudesert, Warwickshire            | 52°17′36″N 1°46′20″V / 52.293401°N 1.772098°V | 2002-03-17      |
|        |           |                                                            |                                     |                                               |                 |
| 88     | 12        | "Steptoe Et Filius"                                        | Yaverland, Isle of Wight            | 50°40′18″N 1°07′56″V / 50.671732°N 1.132267°V | 2002-03-24      |
|        |           |                                                            |                                     |                                               |                 |
| 89     | 13        | "Seven Buckets and a Buckle" (Sju hinkar och ett spänne)   | Breamore, Hampshire                 | 50°57′18″N 1°46′19″V / 50.954994°N 1.772017°V | 2002-03-31      |
|        |           |                                                            |                                     |                                               |                 |

### Säsong 10 (2003)
| Nummer | Nr/säsong | Originaltitel (översättning)                                   | Plats                           | Koordinater                                   | Originalvisning |
| ------ | --------- | -------------------------------------------------------------- | ------------------------------- | --------------------------------------------- | --------------- |
| 93     | 1         | "Garden Secrets" (Trädgårdhemligheter)                         | Raunds, Northamptonshire        | 52°20′41″N 0°32′22″V / 52.344620°N 0.539447°V | 2003-01-05      |
|        |           |                                                                |                                 |                                               |                 |
| 94     | 2         | "Mosaics, Mosaics, Mosaics" (Mosaik, bara mosaik)              | Dinnington, Somerset            | 50°55′05″N 2°50′59″V / 50.917925°N 2.849794°V | 2003-01-12      |
|        |           |                                                                |                                 |                                               |                 |
| 95     | 3         | "Peak District Practices" (Sedvänjor i Peak District)          | Carsington, Derbyshire          | 53°04′49″N 1°38′25″V / 53.080321°N 1.640260°V | 2003-01-19      |
|        |           |                                                                |                                 |                                               |                 |
| 96     | 4         | "The Giant's Grave" (Jättens grav)                             | Fetlar, Shetland                | 60°35′39″N 0°52′02″V / 60.594185°N 0.867257°V | 2003-01-26      |
|        |           |                                                                |                                 |                                               |                 |
| 97     | 5         | "Joust Dig It"                                                 | Greenwich, London               | 51°28′56″N 0°00′15″V / 51.482230°N 0.004201°V | 2003-02-02      |
|        |           |                                                                |                                 |                                               |                 |
| 98     | 6         | "Digging Liberty" (Grävande frihet)                            | Merton, London                  | 51°24′49″N 0°11′02″V / 51.413519°N 0.183752°V | 2003-02-09      |
|        |           |                                                                |                                 |                                               |                 |
| 99     | 7         | "Death in a Crescent" (Döden i en halvmåne)                    | Bath, Somerset                  | 51°23′16″N 2°21′59″V / 51.387727°N 2.366371°V | 2003-02-16      |
|        |           |                                                                |                                 |                                               |                 |
| 100    | 8         | "Back to Our Roots" (Tillbaka till rötterna)                   | Athelney, Somerset              | 51°03′32″N 2°56′05″V / 51.058863°N 2.934671°V | 2003-02-23      |
|        |           |                                                                |                                 |                                               |                 |
| 101    | 9         | "Looking for the White House" (På jakt efter Vita huset)       | Kew Gardens, London             | 51°28′59″N 0°17′40″V / 51.483024°N 0.294354°V | 2003-03-02      |
|        |           |                                                                |                                 |                                               |                 |
| 102    | 10        | "Rescuing the Dead" (Hur man räddar de döda)                   | Leven, Fife                     | 56°12′27″N 3°00′11″V / 56.207395°N 3.003143°V | 2003-03-09      |
|        |           |                                                                |                                 |                                               |                 |
| 103    | 11        | "Not a Blot on the Landscape" (Inte en skamfläck i landskapet) | Castle Howard, Yorkshire        | 54°07′15″N 0°54′30″V / 54.120905°N 0.908317°V | 2003-03-16      |
|        |           |                                                                |                                 |                                               |                 |
| 104    | 12        | "A View to a Kiln"                                             | Sedgefield, County Durham       | 54°39′18″N 1°27′33″V / 54.655019°N 1.459104°V | 2003-03-23      |
|        |           |                                                                |                                 |                                               |                 |
| 105    | 13        | "Jailhouse Rocks"                                              | Appleby-in-Westmorland, Cumbria | 54°34′42″N 2°29′18″V / 54.578305°N 2.488259°V | 2003-03-20      |
|        |           |                                                                |                                 |                                               |                 |

## Se vidare
- Tidsresenärerna (säsong 11–15)